# Acalypha ecklonii
Acalypha ecklonii é uma espécie de flor do gênero Acalypha, pertencente à família Euphorbiaceae.